# 自由中國軍民外僑聯合運動會
自由中國軍民外僑聯合運動會是1951年12月25日由中華民國國防部於國立臺灣大學所舉辦為期一天的田徑運動會，其目的是希望能讓軍中、民間、在臺外僑的選手能夠同場競技，並能進而團結成堅強的反共勢力。而參加該場比賽的選手為中華民國國軍53人，臺灣民間58人，外僑2人，共113名選手。這場運動會只辦了一屆。

## 賽事經過
該場比賽於1951年12月25日上午9點開始舉行開幕典禮，與會外賓有美軍顧問團團長蔡斯少將、美國大使館武官包瑞德、韓國大使金弘壹，中華民國國內貴賓有何應欽、孫立人、蕭毅肅、程天放、吳國楨、蔣經國、孫連仲、吳三連、錢思亮、劉真、郝更生、王成章、江良規等人。開幕典禮在參謀總長周至柔致詞後，由開南商工學生表演團體操，而後展開各項賽事，直至下午5點結束。
賽事分為田賽八項（跳高、跳遠、撐竿跳高、三級跳遠、鉛球、鐵餅、標槍、鏈球）與徑賽十一項（一百公尺、二百公尺、四百公尺、八百公尺、一千五百公尺、五千公尺、一萬公尺、一百一十公尺高欄、四百公尺中欄、四百公尺接力、一千六百公尺接力），而個人總分最高者為陳英郎。